# Ерлвил (Илиноис)
Ерлвил (енгл. Earlville) град је у америчкој савезној држави Илиноис. По попису становништва из 2010. у њему је живело 1.701 становника.

## Демографија
Према попису становништва из 2010. у граду је живело 1.701 становника, што је 77 (4,3%) становника мање него 2000. године.
| Група             | 2000.         | 2010.         |
| Белци             | 1.711 (96,2%) | 1.547 (90,9%) |
| Афроамериканци    | 1 (0,1%)      | 4 (0,2%)      |
| Азијати           | 2 (0,1%)      | 1 (0,1%)      |
| Хиспаноамериканци | 36 (2,0%)     | 137 (8,1%)    |
| Укупно            | 1.778         | 1.701         |